# Barrow Gang

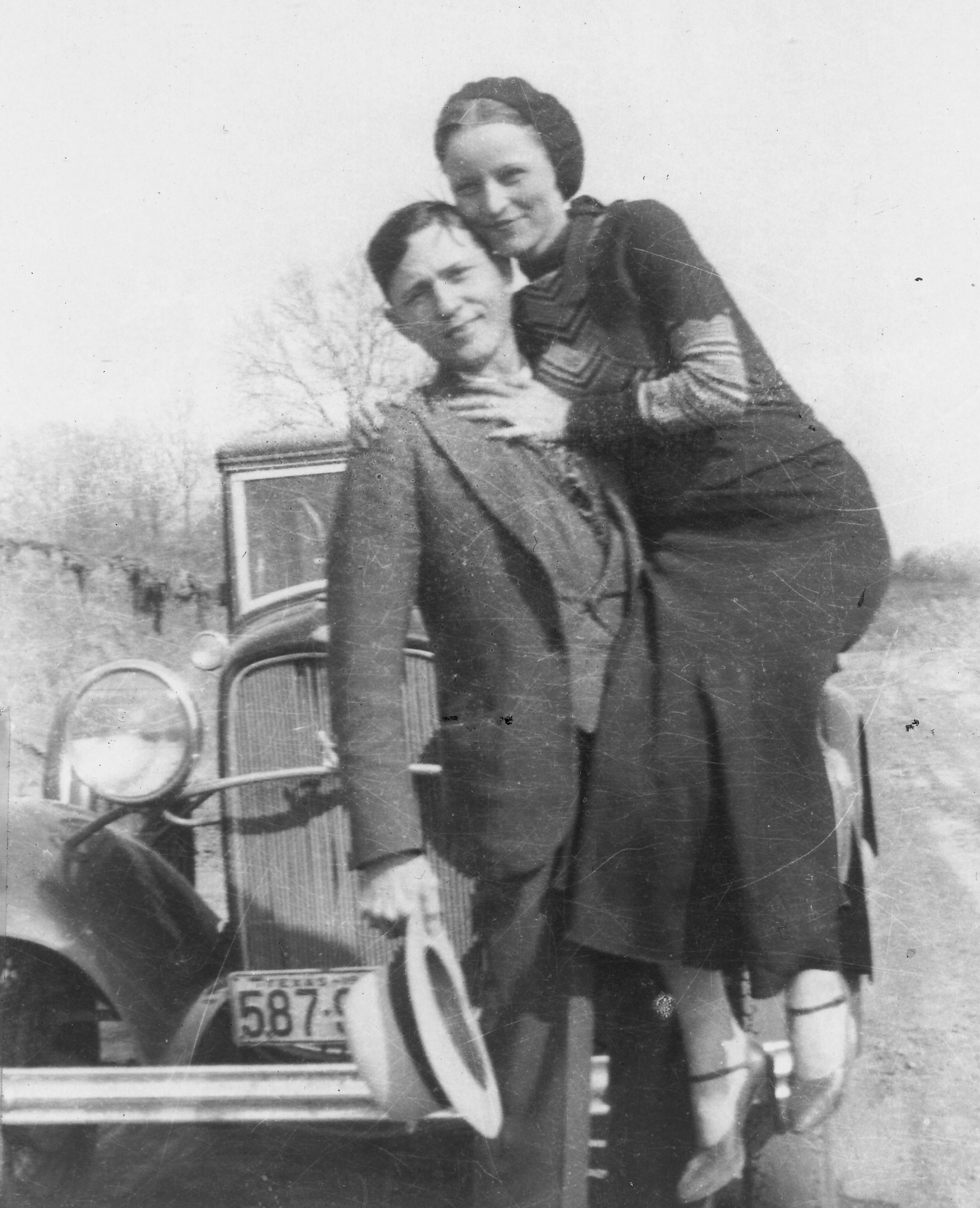
Bonnie Parker e Clyde Barrow in un'istantanea scattata fra il 1932 e il 1934.

La Barrow Gang è stata un'organizzazione criminale statunitense attiva tra il 1932 e il 1934.

## Storia
I suoi componenti erano celebri fuorilegge, ladri e criminali attivi negli Stati Uniti Centrali durante la Grande depressione. I loro crimini erano conosciuti a livello nazionale. Catturarono anche l'attenzione della stampa americana e dei suoi lettori, dai quali erano spesso definiti nemici pubblici del periodo. Anche se la banda rimase famosa per le rapine in banca, questi criminali preferivano solitamente rubare in piccoli negozi e distributori di benzina piuttosto che banche. Alla banda sono stati attribuiti numerosi omicidi,  tra cui quelli di almeno nove agenti di polizia. I due componenti più noti erano Bonnie Parker e Clyde Barrow, una coppia non sposata. Clyde Barrow era il capo e gli altri membri erano i seguenti:
- Marvin "Buck" Barrow, il fratello maggiore di Clyde
- Blanche Barrow, moglie di Buck
- W.D. Jones
- Henry Methvin
- Raymond Hamilton
- Joe Palmer
- Mary O'Dare